# 珍珠泉 (济南)

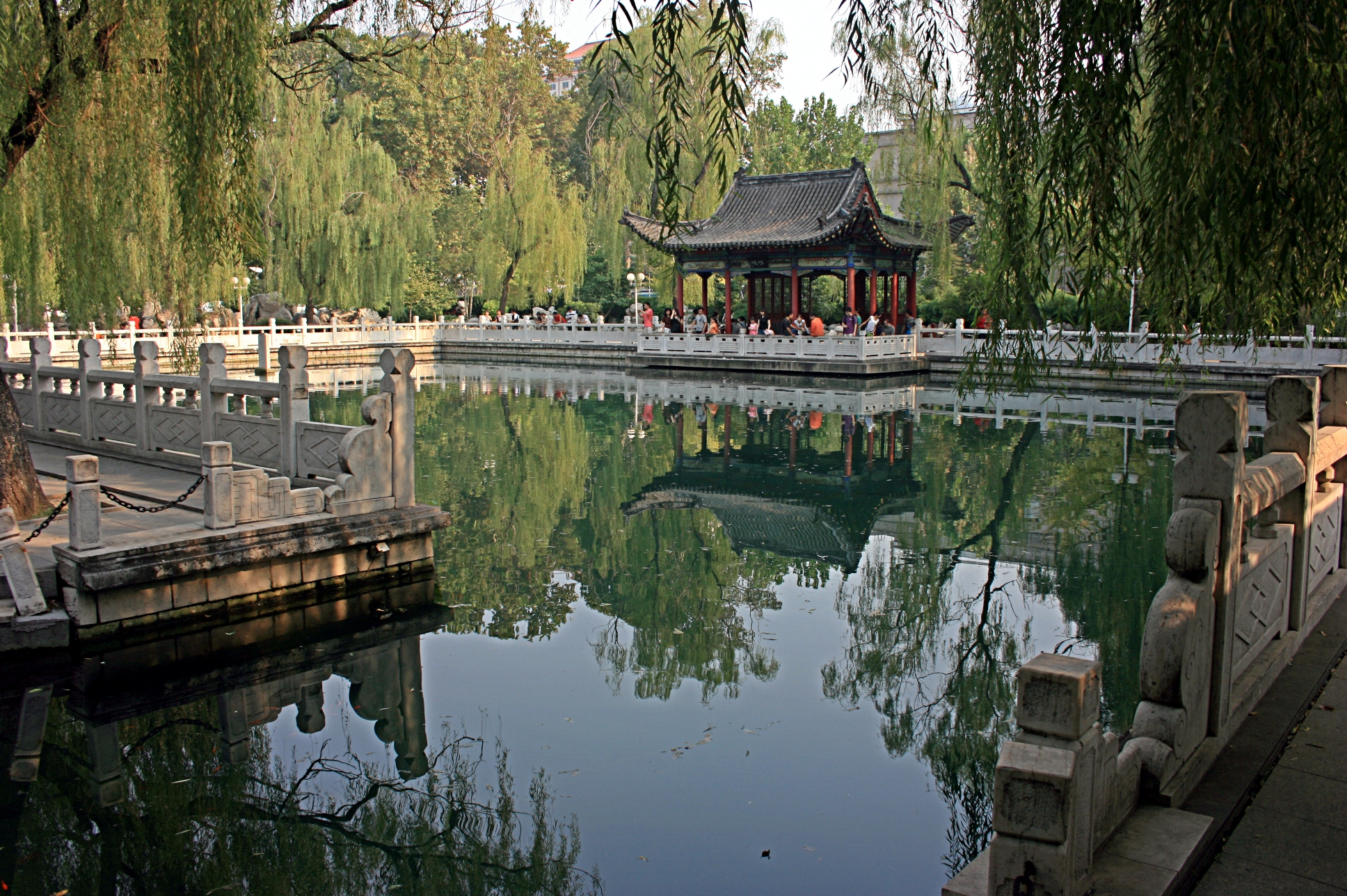
珍珠泉泉池

珍珠泉位于山东省济南市历下区院前街1号，是济南四大泉群之一（其余为趵突泉、黑虎泉、五龙潭），属于自流岩溶泉，因池底气泡不断腾出如珍珠得名。

## 泉群
珍珠泉泉群包括珍珠泉及附近泉水，如散水泉、溪亭泉、濋泉、濯缨泉（即王府池子）、舜井、玉环泉、芙蓉泉、腾蛟泉、双忠泉等。

## 山东巡抚大院
珍珠泉及其周边最初为元代济南府知事张荣的宅邸，明代则为朱见潾的德王府。据《历城县志》记载：府内「泉眼以数十计」，其中濯缨湖「广数十庙，蓄鱼无数」。1639年，济南被清军占领，德王府被毁。1667年，山东巡抚周有德将原德王府重建为巡抚衙门，直至1937年日军占领济南前均为山东省府所在地。1979年12月起为山东省人大常委会驻地，办公区域与观光区域隔开，市民可购票入内游览。清巡抚院署大堂于1979年9月被公布为济南市第一批重点文物保护单位，整座大院则于2015年公布为山东省文物保护单位。